# 138 î.Hr.

## Nașteri
- Lucius Cornelius Sulla Felix, general și dictator roman (d. 78 î.Hr.)